# Lukas Geniušas
Lukas Geniušas, rus: Лукас Генюшас, (Moscou, 1 de juliol de 1990) és un pianista rus-lituà. Geniušas va començar per estudiar piano als cinc anys, i el 1996 va entrar al College Frédéric Chopin de Moscou. Va estudiar piano amb la professora Vera Gornostàieva al Conservatori de Moscou. Des de 2004, va rebre la beca de la Fundació Rostropóvitx. Va començar per actuar en públic el 1996, i des d'aquell temps va actuar amb diverses orquestres a Moscou, Sant Petersburg, Vílnius, Breslau i Hamburg. També va actuar en solitari a Rússia, Polònia, Suècia, Alemanya, França, Suïssa, Lituània i Àustria. El seu pare és el pianista lituà Petras Geniušas i la seva mare és la professora Ksénia Knorre. L'àvia de Lukas Geniušas va ser la pianista russa Vera Gornostàieva.

## Concursos
- Primer lloc al Concurs Internacional de Piano "Step to Mastership" (2002, Sant Petersburg, Rússia)
- Primer lloc al Primer Concurs Obert de l'Escola Central de Música (2003, Moscou, Rússia)
- Segon lloc al Concurs Internacional de Piano Frédéric Chopin de joves pianistes (2004, Moscou; Rússia)
- Segon lloc al Concurs Internacional de Piano Gina Bachauer, Categoria Joves Artistes (2005, Salt Lake City, Estats Units d'Amèrica)
- Segon lloc al Concurs Internacional de Piano d'Escòcia (2007, Escòcia)
- Primer lloc al Concurs Jocs Dèlfics de la Joventut de Rússia (2008, Moscou)
- Segon lloc al Concurs Internacional de Piano (2008, San Marino)
- Primer lloc al Concurs Internacional de Piano Music della Val Tidone (2009, Pianello, Itàlia)
- Primer lloc al Concurs Internacional de Piano Gina Bachauer (2010, Salt Lake City, Estats Units d'Amèrica)
- Segon lloc al Concurs Internacional de Piano Frédéric Chopin, (2010, Varsòvia, Polònia)[4]
- Segon lloc al Concurs Internacional Txaikovski (ex aequo amb Lukas Geniušas i George Li, 2015, Moscou, Rússia)